# 土手本勝次
土手本 勝次（どてもと かつじ、1957年6月25日 - ）は、神奈川県小田原市出身の元プロ野球選手。

## 来歴・人物
藤沢商業高等学校（現：藤沢翔陵高等学校）を卒業後、1975年のドラフト会議で南海ホークスに6位で指名され、入団した。
しかし、一軍での出場はなく、内野手に転向後1978年に引退した。
用具係を経て、1986年にはトレーニングコーチとなる。

## 詳細情報

### 年度別投手成績
- 一軍公式戦出場なし

### 背番号
- 56（1976年 - 1978年）
- 88（1986年）
- 78（1987年 - 1989年）
- 122（1990年）